# Vassílios Hadjilámbrou
Vassílios Hadjilámbrou (grec moderne : Βασίλειος Σάββα Χατζηλάμπρου), né à Athènes, est un homme politique grec.

## Biographie
Aux élections législatives grecques de janvier 2015, il est élu député au Parlement grec sur la liste de la SYRIZA dans la circonscription de l'Achaïe.